# Institutionen för mediestudier (Stockholms universitet)

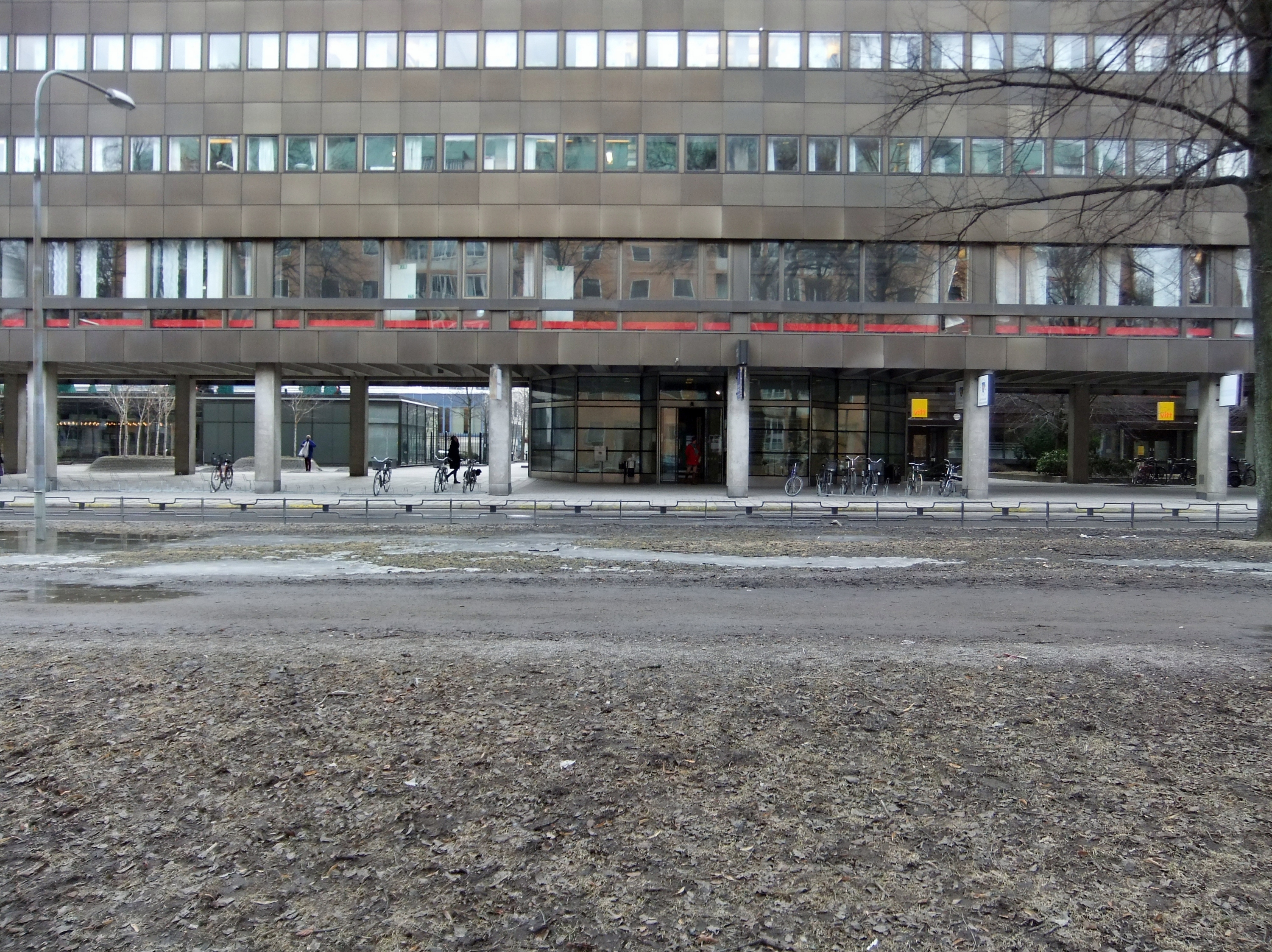
En del av institutionen är belägen på Karlavägen 104 i Stockholm.

Institutionen för mediestudier är en institution vid Stockholms universitet. Institutionen bildades när två institutioner och en centrumbildning slogs samman 1 januari 2012. De som slogs samman var Institutionen för journalistik, medier och kommunikation, JMK, tidigare benämnd Centrum för masskommunikationsforskning, Filmvetenskapliga institutionen och Centrum för modevetenskap. Institutionen är fortfarande, 2018, placerad på olika platser, dels i Garnisonen på Karlavägen, dels i Filmhuset på Borgvägen. Antalet studenter på institutionen är 650.

## Enheter

### Enheten för filmvetenskap
Det arbetar ett trettiotal lärare och forskare vid Enheten för filmvetenskap, och 400 studenter går där på alla nivåer från grundkurs till forskarutbildning. Man studerar bland annat de rörliga bildmediernas historia, teori, estetik och funktioner.

### Enheten för journalistik, medier och kommunikation (JMK)
Enheten för journalistik, medier och kommunikation är också känd under akronymen JMK. Enheten ger grundutbildning, masterutbildning och forskarutbildning i ämnena journalistik respektive medie- och kommunikationsvetenskap. JMK tillhör Institutionen för mediestudier sedan 1 januari 2012. 
Tidslinje i journalistutbildningens historia
| 1959 | Stiftelsen journalistinstitutet bildas, ger de ettåriga utbildningarna studentlinjen, ej grenuppdelad, konsumentlinjen och akademisk journalist |
| 1962 | Journalistinstituten i Sverige blir statliga |
| 1967 | Journalistinstituten blir journalisthögskolor, och studentlinjen blir tvåårig och benämns journalistlinjen (gamla), ej grenuppdelad |
| 1977 | Som en konsekvens av den statliga utredningen À jour upphör journalisthögskolorna tillsammans med kursen äldre examina, akademisk journalist. Centrum för masskommunikationsforskning inrättas vid Stockholms universitet där journalistlinjen fortsätter |
| 1981 | Informationskunskap blir nytt namn på ämnet informationsteknik |
| 1985 | Påbyggnadskurs startar i informationskunskap. Kursen äldre examina, akademisk journalist återupptas |
| 1989 | JMK bildas |
| 1989 | Journalistlinjen blir treårig och grund för en fil. kand.-examen i journalistik |
| 1990 | Professur i journalistik inrättas: Stig Hadenius professor |
| 1990 | Forskarutbildningen journalistlinjen, 40 poäng, startar, En påbyggnadskurs i journalistik |
| 1991 | Professur i masskommunikationsforskning inrättas: Kjell Nowak professor |
| 1991 | Medie- och kommunikationsvetenskap ersätter informationskunskap, och forskarutbildning startar i det nya ämnet |
| 1994 | Magisterkurs i medie- och kommunikationsvetenskap (MKV) startar (1 termin) |
| 1999 | Avhandlingar nr 10 och 11 ventileras på JMK (sedan starten 1990) |
| 2002 | Magisterkurs i MKV byggs ut till 2 terminer |
| 2002 | Treterminsprogram i journalistik startar för filosofie kandidater, med praktiktermin |
| 2003 | Magisterkurs i MKV internationaliseras: ges på engelska (2 terminer) även högskoleexamen ges från det här året |
| 2003 | Grundutbildningen i journalistik görs om: Start med teoretiskt år i journalistikvetenskap, följt av journalistiskt produktionsår och praktiktermin |
| 2004 | Magisterkurs i journalistik (2 terminer) startar |
| 2007 | Masterkurs i MKV (2-årig, på engelska) startar. Högskoleexamen upphör |
| 2007 | Masterkurs i journalistik (2-årig) startar |
| 2009 | Kurs i medieproduktion (1-årig) startar, för studenter med teoretisk bas i MKV |
| 2009 | Avhandling nr 35 ventileras på JMK (sedan forskarutbildning började 1990) |
| 2012 | JMK, Filmvetenskapliga Institutionen och Centrum för modevetenskap går samman och bildar den nya institutionen för mediestudier |
| 2013 | Journalistprogrammet, ett tre år långt kandidatprogram (180hp), startar. |

### Centrum för modevetenskap
Centrum för modevetenskap är en enhet som arbetar med att undersöka modets historia, social stratifiering, teori och estetik. Utbildningar ges på grundnivå, avancerad nivå och doktorandnivå.

## Alumni
- Olof Lundh, journalist på TV4. ”Olof Lundh”. http://www.tv4.se/personer/olof-lundh. Läst 2 november 2016.

- Jenny Nordberg, journalist på Svenska Dagbladet ”Jenny Nordberg”. Arkiverad från originalet den 4 november 2016. https://web.archive.org/web/20161104005317/http://www.svd.se/fullscreenad. Läst 2 november 2016.

- Per Gudmundson, journalist på Svenska Dagbladet ”Per Gudmundson”. http://www.svd.se/av/per-gudmundson. Läst 18 november 2016.

- Lasse Granqvist, journalist på C More ”118 ord på 3 sek”. http://www.aftonbladet.se/sportbladet/article10364888.ab. Läst 2 november 2016.

- Jonas Dahlquist, journalist på C More och TV4 ”Spelarna blir gullade med så de tror att de är världsstjärnor”. Arkiverad från originalet den 19 november 2016. https://web.archive.org/web/20161119055114/http://anglofil.se/2008/08/26/spelarna-blir-omhuldade-och-gullade-med-sa-de-tror-att-de-ar-varldsstjarnor-allihopa/. Läst 18 november 2016.

- Johan Romin

- Martin Schibbye, journalist på Blankspot Project [1]

- André Pops, sportjournalist [2]

- Cecilia Gralde, journalist på SVT[3]

- Jenny Strömstedt, journalist på TV4[4]